# سوادجان
سوادجان، روستایی ساحلی در حاشیه زاینده رود است که در شهرستان سامان، بخش زاینده رود از توابع استان چهارمحال و بختیاری قرار دارد.

## جمعیت
این روستا در شهرستان سامان، بخش زاینده رود قرار دارد و براساس سرشماری عمومی نفوس و مسکن ایران (۱۳۹۵) جمعیت آن ۱٬۳۱۶ نفر (۴۲۹ خانوار) بوده است.
اما جمعیت واقعی و شناور روستا (با توجه ساحلی و گردشگری بودن) نزدیک به ۱۷۰۰ نفر می‌باشد.

## دربارهٔ سوادجان
سوادجان یکی از قدیمی‌ترین روستاهای منطقه بابیش از ۶۰۰ سال است. نام قبلی این روستا قره باغ بوده است.
وجه تسمیه / شجره نامه سوادجان
قدمت این روستا به قبل از پادشاهی شاه عباس اول صفوی برمیگردد که اجداد آن‌ها متعلق به ایل بزرگ شاهسون و طایفه یا نژاد قزلباش می‌باشند.
پس از به قدرت رسیدن شاه عباس صفوی پایتخت از قزوین به اصفهان منتقل می‌شود و بسیاری از افراد ایل شاهسون بخاطر همراهی شاه عباس را تا اصفهان مشایعت می‌نمایند، پس از تاجگذاری و اعلام رسمی اصفهان بعنوان پایتخت، اجداد ما قصد بازگشت به آذربایجان را می‌کنند که شاه عباس بخاطر لطف فراوان و محبتی که به آنها داشته مانع از بازگشت آنان می‌شود و به پاس قدردانی و سپاسگزاری و بخاطر همراهی و حمایت افراد ایل، آنان را در چم و خم‌های زاینده رود که یکی از بهترین نقاط برای کشاورزی و دامداری بوده سکنی می‌دهد، اجداد ما در این منطقه سکونت می‌گزینند و به کشاورزی و دامداری با بهره‌مندی از چراگاه‌ها و رودخانه زاینده رود مشغول شده و به زندگی خود ادامه می‌دهند.
نام اولیه این روستا قره باغ بوده که دلیل نامگذاری آن درختان بلند قامت و سر به فلک کشیده این قریه بوده است و به علت قامت بلند درختان اکثر اوقات روز، نور خورشید کمتر به کف می‌رسیده و به همین خاطر بیشتر ساعات روز، آبادی تاریک به نظر می‌رسید لذا نام آن قره باغ بوده که این نام به زبان آذری یعنی باغ سیاه، که پس از مدتی ساکنان قره باغ به دلایل نامعلوم مدتی به حاشیه سوادجان کنونی و در محل گلزار شهدای فعلی نقل مکان کرده و سکونت پیدا می‌کنند.
بنا به گفته بزرگان روستا، این کنده‌ها برای سکونت آنها استفاده می‌شده و در کنار کنده‌ها، آغل‌های زیرزمینی وجود داشته که محل نگهداری دام‌هایشان بوده است، پس از مدتی سیل مهیبی در آنجا روی می‌دهد که خسارت سنگین جانی و مالی در پی داشته است که به ناچار مجددأ به حاشیه قره باغ سابق ودر اطراف قبر امامزاده ای که سید سلیمان نام داشته و در آنجا مدفون و از نوادگان امام حسن مجتبی (ع) بوده پناه می‌آورند که در واقع محل کنونی روستای سوادجان می‌باشد و در این قسمت زندگی خود را آغاز می‌کنند.
مردم در این مکان روزگار می‌گذراندند و در کنار هم به زندگی خود ادامه دادند لازم است ذکر شود که اهالی قره باغ در دوران حکومت شاه عباس صفوی از حمایت‌های ایشان بی بهره نبودند و چراگاه‌های زیادی در اختیار داشتند که از طرف ایل قشقایی که بعدها از استان فارس به این منطقه کوچ کرده بودند به دستور شاه عباس مالیات چراگاه به اهالی قره باغ پرداخت می‌شد.
کم‌کم روستا گسترش پیدا کرده و با توجه به عدم امنیت در آن زمان، مردم اقدام به ساخت منازل قدیمی مستحکم با پی‌های سنگی و دیوارهای خشتی پهن کردند که این منازل بوسیله دالان‌های طویل و معماری زیبا و منحصر به فرد به هم راه داشتند و گذرهای ارتباطی اهالی بودند که در چهار گوشه دالان‌ها چهار برج دیده‌بانی وجود داشته که شبها به علت امنیت بیشتر، بصورت نوبتی توسط اهالی قره باغ در برج‌ها نگهبان مستقر می‌شد که تا چندین سال قبل خرابه‌های بجا مانده از برج‌ها موجود بود. اهالی قره باغ در منازل قدیمی و دالان‌های زیبا زندگی خود را با سادگی و صمیمیت پیش می‌بردند، و کماکان از حمایت‌های شاه عباس برخوردار بودند که می‌توان به معافیت از پرداخت مالیات آب به مدت ۳۰۰ سال طبق اظهارات بزرگان روستا اشاره کرد، اهالی قره باغ در فصل گرما در اتاق‌های مخصوص تابستانه زندگی می‌کردند و به دامداری و کشاورزی مشغول بودند و آذوقه فصل سرما و برف و یخبندان را مهیا می‌نمودند و پس از فرارسیدن روزهای سرد و برفی در منازل قدیمی و اتاق‌های زمستانه مخصوص خود در کنار هم و حضور در منازل یکدیگر شب‌نشینی‌های گرمی را فراهم می‌ساختند، پس از گذشت سالها و از آنجاییکه اهالی قره باغ به سواد و علم اندوزی علاقه زیادی داشتند، با هماهنگی و اصرار فراوان شخصی بنام محمد ابن نوروز نجف آبادی معروف به ملاعلی که فردی باسواد بوده را به روستا دعوت کرده و اسباب سکونت وی را فراهم می‌کنند و پس از مدتی و با همکاری اهالی مکتب خانه ای را راه اندازی می‌نمایند مکتب خانه باتعدادی شاگرد که نزد ملاعلی علم و دانش را فرا می‌گرفتند فعالیت خود را آغاز می‌کند، که پس از مدتی تعداد باسوادان روستا بیشتر شده و نتیجه زحمات ملاعلی به ثمر می‌نشیند و شاگردانی همچون میرزا شکراله، میرزا عبداله و ملاحسین پرورش پیدا می‌کنند که کم‌کم همین شاگردان که حالا به معلمی باسواد تبدیل شده‌اند به آموزش دیگر افراد مشغول می‌شوند و رفته رفته به تعداد باسوادان روستا افزوده می‌شود و به همین خاطر نام این روستا از قره باغ به سوادجان تغییر می‌یابد، سوادجان از دو بخش سواد + جان تشکیل شده که بیانگر علاقه زیاد اهالی به مقوله سواد بوده است یعنی مردم این روستا سواد را به اندازه جانشان دوست داشتند، و در لغت سوادجان به جایی اطلاق می‌گردد که مردم آن روستا اهمیت فراوانی برای سواد و علم قائل بودند. به گفته بزرگان روستا و طبق اسناد موجود قدیمی بسیاری از صیغه‌های عقد و طلاق در این روستا جاری می‌شده است بطوری که از تیران و کرون کنونی و بن برای انجام امورات ثبتی به این روستا و نزد باسوادان مراجعه می‌نموده‌اند، از آثار قدیمی بجا مانده می‌توان به دست نوشته نفیس و زیبای قرآن کریم که توسط همان استادان مکتب خانه نوشته شده بود اشاره کرد که بیش از ۱۹۰ سال قدمت داشت، جلد این کلام‌الله مجید از پوست آهو بوده و در انتهای آن صفحات مخصوصی برای ثبت متوفیات وجود داشته که کلیه وقایع آن زمان در آن به ثبت می‌رسیده است، که امروزه هر کدام از اهالی روستا که می‌خواستند اجداد خود را بشناسند با مراجعه به این قرآن قادر بودند چندین نسل نسبی قبل خود را شناسایی کنند که متأسفانه در سال ۸۴ و با توجه به اینکه این قرآن در مسجد جامع سوادجان نگهداری می‌شد توسط فرد یا افرادی سودجو که از ارزش بالای آن باخبر بودند به سرقت رفت، متعاقب آن توسط نیروهای پلیس آگاهی استان موضوع صورتجلسه شد و تحقیقاتی نیز صورت گرفت که متأسفانه هیچگونه اثری از آن مشاهده نگردید و هنوز پرونده آن در اداره آگاهی باز است، که به گفته مدیرکل و معاون وقت سازمان میراث فرهنگی استان، کسی برای این اثر گرانبها نمی‌توانست قیمتی تعیین کند چون که جزء میراث فرهنگی و تاریخی بشمار می‌رفت. به این دلیل سوادجان به مهد علم و دانش در منطقه لقب گرفت و اهالی فهیم این روستا به گذشتگان و نام سوادجان به خود می‌بالند.